# ГЕС Канутільяр
ГЕС Канутільяр (ісп. Canutillar) — гідроелектростанція на півдні Чилі в регіоні Лос-Лаґос (X Регіон). Використовує ресурс озера Чапо, розташованого на півострові між затокою Релонкаві на заході та естуарієм Релонкаві на сході.
У межах проєкту річку Чаміса, через яку Чапо дренувалось природним шляхом до затоки Релонкаві, за один кілометр після виходу з озера та одразу після впадіння її правої притоки Бланко перекрили водозливною греблею висотою 5 метрів, довжиною 60 метрів та шириною 20 метрів. Ця споруда створила підпір, завдяки якому напрямок течії у верхній ділянці Чаміси змінився на протилежний і по ній в озеро почала надходити вода з Ріо-Бланко. Можливо відзначити, що у 2015 році викинутий під час виверження вулкана Кальбуко попіл змило до річки, де він повністю заповнив утримуване греблею озерце, зайнявши об'єм в 40 тис. м3.
Новий шлях дренування озера організували з його східної частини у напрямку естуарію Релонкаво. Для цього проклали дериваційний тунель довжиною близько 7 км, що виводить до розташованого на березі естуарію машинного залу ГЕС Canutillar. Така схема дає змогу спрацьовувати Лаго-Чапо до рівня у 220 метрів НРМ, при цьому різниця з максимальним рівнем у 243 метри НРМ надає можливість накопичувати до 850 млн м3 води. Утім, фактичний максимальний рівень може відрізнятись в залежності від рівня опадів та потреб енергосистеми.
Для збору додаткового ресурсу до Чапо вивели тунель від річки Ленка (протікає південніше і впадає в затоку Релонкаві), який своєму шляху також отримує воду з річки Пангал (ліва притока Чаміси). Деривація починається від зведеної на Ленці бетонної гравітаційної греблі висотою 4,5 метра, довжиною 17 метрів та шириною по гребеню 1,5 метра. Сам тунель має довжину 9154 метри, діаметр три метри та пропускну здатність 18 м3/с.
Основне обладнання станції становлять дві турбіни типу Френсіс загальною потужністю 172 МВт, які при напорі у 212 метрів забезпечують виробництво майже 1 млрд кВт·год електроенергії на рік.